# مأتم الكراشية (دبي)
مأتم الكراشية أو حسينية الكراشية والمعروفة أيضًا باسم مسجد علي بن أبي طالب لوقوع الحسينية في شارع الإمام علي في بر دبي، هي حسينية ومسجد للشيعة، تقع بالقرب من سوق النسيج القديم في منطقة بر دبي في إمارة دبي في الإمارات العربية المتحدة. أسسها الكراشيون الذين نزحوا من الساحل الشرقي للخليج العربي.

## هندسته المعمارية
المسجد مستوحى من العمارة الفارسية، ويتميز بالألوان الخارجية والداخلية. وتتميز الواجهة والقبة بالاحتواء على بلاط من الخزف الفارسي الواسع، وخلفية زرقاء مميزة في أنماط الأزهار والخط الإسلامي للقرآن منقوش في الورود وسط دوامات في ألوان الأخضر والأصفر والأحمر والأبيض.
تصفه لونلي بلانيت بأنه "مسجد بسيط ولكنه مذهل في منطقة النسيج في سوق بر دبي" ويشتهر "بقببه المنتفخة الحسية ومئذنته المستدقة بلطف".
ويوجد مسجد إيراني آخر في السطوة وهو أيضاً مسجد شيعي مستوحى من عناصر مشابهة.